# Edmund Hartnack
Friedrich Edmund Hartnack (Templin (Uckermark), 1826. április 9. – Potsdam, 1891. február 9.) német optikus, mikroszkópkészítő.

## Életrajza
Berlinben tanult, azután Párizsban dolgozott Heinrich Daniel Rühmkorfffnál, azután Georg Oberhäuser mikroszkópkészítőnél, akinek halála után ezen jóhírű optikus műhelyét átvette. 1864-ben Adam Prażmowskival, a Lengyelországból menekült matematikus tanárral társaságba lépett. Midőn 1870-ben Párizsból mint németnek menekülnie kellett, Potsdamba költözködött át, miután párizsi műhelyét társának eladta. Hartnack az 1870-es évek körül a legkedveltebb mikroszkópokat készítette. A Giovanni Battista Amici által feltalált immerzió-lencséket a gyakorlatba bevezette, a Nicol-féle prizmát a mikroszkópon alkalmazta és célszerű világítókészüléket szerkesztett. A bonni egyetem orvosi kara a tiszteletbeli doktori oklevéllel tüntette ki és 1882-ben a porosz kormány a tanári címet adományozta számára.

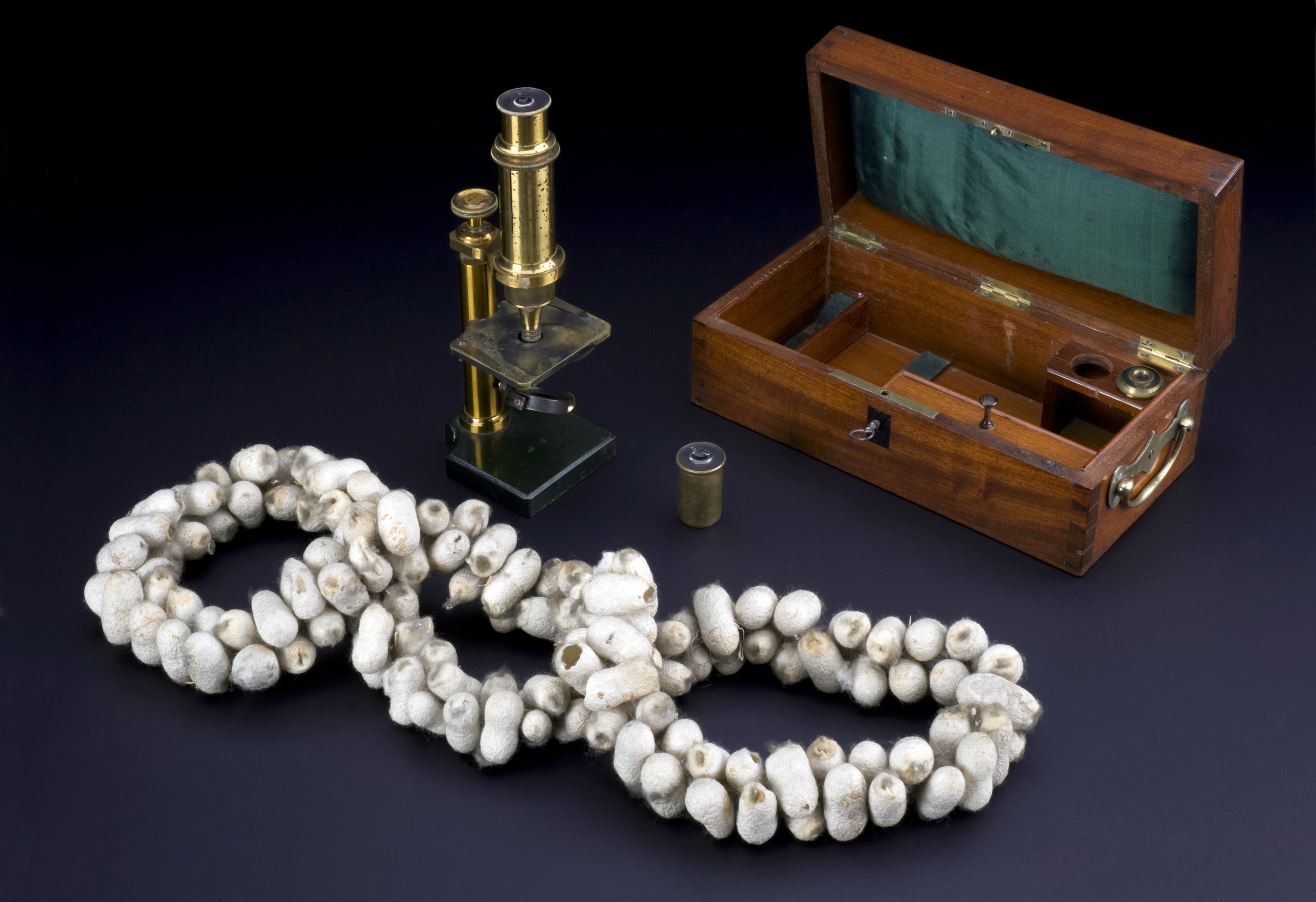
Hartnack-féle mikroszkóp, amelyet Louis Pasteur használt vizsgálatai során